# Фјодор Шаљапин
Фјодор Иванович Шаљапин (рус. Фёдор Ива́нович Шаля́пин; Казањ, 1. фебруар 1873  — 12. април 1938) био је руски оперски певач. Уз свој дубок и изражајан бас глас, уживао је у огромној међународној каријери у великим оперским кућама и заслужан за успостављање традиције реалистичке глуме у свом облику уметности.
Током прве фазе своје каријере, Шаљапин је имао директну конкуренцију у још три сјајна баса: моћног Лева Сибирјакова (1869–1942), Владимира Касторског (1871–1948) и Дмитрија Бухтојарова (1866–1918). Чињеница да се Шаљапин далеко највише памти из овог величанственог квартета супарничких басова сведочи о снази његове личности, снази његових музичких интерпретација и живописности његових извођења.

## Напомена о правопису
Сам је написао своје презиме, у француском стилу, Chaliapine на Западу, а његово име се чак појавило на раним плочама од 78 обртаја, као Theodore Chaliapine. У енглеским текстовима његово име се најчешће приказује као Феодор или Фјодор (Fyodor), а презиме се најчешће види као Chaliapin.

## Рани живот
Фјодор Шаљапин је рођен у сељачкој породици 1. фебруара 1873. године у Казању, у крилу куће у Рибнорјадскаја улици (сада Пушкинова) 10. Ово крило више не постоји, али кућа са двориштем у коме се налазило то крило и даље је тамо. Следећег дана, на Сретење Господње, крштен је у Богојављењској цркви. Кумови су му биле комшије: обућар Николај Тонков и Људмила Каритонова, дванаестогодишња девојчица. Стан је био скуп за његовог оца Ивана Јаковљевича, који је служио као чиновник у Земљишној управи (Земљишно окружно веће), и 1878. године породица се преселила у село Аметјево иза подручја Суконаја Слобода и настанила се у малој кући.

## Рана каријера
Његов вокални учитељ био је Дмитри Усатов (1847-1913). Шаљапин је започео каријеру у Тбилисију и у Царској опери у Санкт Петербургу 1894. године. Тада је позван да пева у приватној опери Мамонтов (1896–1899); тамо се први пут појавио као Мефистофелес у Гуноовом Фаусту, у којој је постигао знатан успех.
У Мамонтову Шаљапин је упознао Сергеја Рахмањинова (1873-1943), који је тамо радио као помоћник диригента и с којим је остао пријатељ за цео живот. Рахмањинов га је научио много о музици, укључујући како да анализира музичке записе, и инсистирао је да Шаљапин научи не само своје улоге већ и све остале улоге у операма у којима је требало да се појави. Са Рахмањиновим је научио насловну улогу Бориса Годунова Мусоргског, која је постала његово обележје. Шаљапин је узвратио услугом показавши Рахмањинову како је сваку своју интерпретацију градио око кулминирајућег тренутка или „тачке“. Без обзира где се та тачка налазила или у којој динамици унутар тог дела, извођач је морао да зна како да јој приступи са апсолутним прорачуном и прецизношћу; у супротном, цела конструкција комада би се могла распасти и комад би могао постати раздвојен. Рахмањинов је овај приступ искористио у значајној мери када је постао стални пијаниста након Првог светског рата.
На основу његових наступа у Мамонтову, Бољшој театар у Москви ангажовао је Шаљапина и он се тамо редовно појављивао од 1899. до 1914. године. Током Првог светског рата 1914-1918. Шаљапин се такође редовно појављивао у приватној опери Зимин у Москви. Поред тога, од 1901. године, Шаљапин је започео турнеје по Западу, те године је сензационално дебитовао уМиланској скали као ђаво у продукцији Боитовог Мефистофелеса, под диригентском палицом једног од најдинамичнијих оперских диригента 20. века, Артура Тосканинија. На крају каријере, Тосканини је рекао да је руски бас највећи оперски таленат са којим је икада радио. Први наступ певача у Метрополитен опери у сезони 1907. разочарао је због невиђене отворености његове сценске глуме; али се у Мет вратио 1921. године и тамо певао са неизмерним успехом осам сезона, а и њујоршка публика је постала широкогруднија од 1907. Бриљантни предузетник Сергеј Дјагиљев (1872–1929) 1913. године увео је Шаљапина у Лондон и Париз, након чега је почео да одржава добро прихваћене солистичке рецитале у којима је певао традиционалне руске народне песме, као и озбиљније концерте. Такве народне песме су укључивале „Along Peterskaya“ (коју је снимио са руским оркестром народних инструмената са седиштем у Британији) и песму коју је прославио широм света: „The Song of the Volga Boatmen“ (Эй, ухнем!). 1925. године, када је наступао у Њујорку, његов корепетитор клавира био је млади Хари Лубин (1906-1977), касније композитор музике за телевизијску серију На граници могућег.

## Каснији живот
Шаљапин је обишао Аустралију 1926. године, одржавши низ рецитала који су били високо оцењени. Приватно, лични послови Шаљапина били су у расулу као последица руске револуције 1917. У почетку су га третирали као поштованог уметника новонастале совјетске Русије. Међутим, сурова стварност свакодневног живота под новим режимом и нестабилна клима која је уследила услед грађанског рата који је уследио, у комбинацији са, како се извештава, мешањем комунистичких власти довели су до тога да остане стално изван Русије после 1921. Ипак је и даље тврдио да није био антисовјетски настројен. Шаљапин се у почетку преселио у Финску, а касније је живео у Француској. Космополитски Париз, са својим значајним руским емигрантским становништвом, постао је његова база, и на крају, град његове смрти. 
Шаљапинова везаност за Париз није га спречила да настави међународну оперску и концертну каријеру у Енглеској, Сједињеним Државама и шире. У мају 1931. појавио се у руској сезони коју је режирао сер Томас Бичам у лондонском Лицејском позоришту. Његова најпознатија рола била је насловна улога Бориса Годунова. Памћен је и по интерпретацијама Ивана Грозног у Псковитијанки Римског-Корсакова и Салијерија у Моцарту и Салијерију, Мефистофелеса у Гуноовом Фаусту, Дон Кихота у Маснеовом Дон Кихоту и краља Филипа у Вердијевом Дон Карлосу.
Углавном због његове пропаганде, руске опере, као што су Борис Годунов, Хованщина, Иван Сусанин, Кнез Игор, и Садко, постале су познате на Западу.
Шаљапин је снимио један звучни филм Дон Кихот,  1933. године. Филм је снимљен у три различите верзије - француској, енглеској и немачкој, као што је понекад био уобичајено. Шаљапин је глумио у све три верзије, од којих је свака користила исти сценарио, сценографију и костиме, али различите пратеће улоге. Енглеска и француска верзија су највише гледане, а обе су објављене у мају 2006. године на ДВД-у. Филм није био верзија Маснеове опере, већ драмска адаптација романа Мигела де Сервантеса, уз музику и песме Жака Ибера.
1932. године Шаљапин је објавио мемоаре Човек и маска: четрдесет година у животу певача. Током турнеје по Јапану 1936. године патио је од зубобоље, а хотелски кувар смислио је начин како да спреми бифтек који ће за њега бити изузетно нежан. Ово јело је у Јапану познато као Шаљапинова шницла, до данас.
Последњи сценски наступ Шаљапина одиграо се у Опери у Монте Карлу 1937. године, у улози Бориса. Умро је следеће године од леукемије, са 65 година, у Паризу, где је и сахрањен. Његови посмртни остаци су 1984. године пренети из Париза у Москву. Поново су сахрањени на гробљу Новодевичје.

## Лични живот
Шаљапин је био ожењен два пута. Своју прву супругу, италијанску балерину Иолу Торнаги (1873–1965), упознао је у Нижњем Новгороду. Венчали су се у Русији 1898. године и добили шесторо деце: Игора, Бориса (1904–1979), Ирину, Лидију и близанце Фјодора млађег (1905–1992) и Танију. Игор је умро у доби од четири године. Фјодор мл. био је карактерни глумац који се појавио у западним филмовима, укључујући Moonstruck и Име руже уз Шона Конерија. Борис је био познати графички уметник, који је сликао портрете коришћене на 414 насловних страна часописа Time између 1942. и 1970.
Док је био ожењен Торнагијевом, Шаљапин је живео са Марином Петсолд (1882–1964), удовицом која је из првог брака већ имала двоје деце. Са Шаљапином је имала три ћерке: Марфу (1910–2003), Марину (1912–2009), и Дасју (1921–1977). Две породице Шаљапина живеле су одвојено, једна у Москви, а друга у Санкт Петербургу, без интеракције. Шаљапин се оженио Петсолдовом 1927. године у Паризу. 

## Галерија
- Шаљапин као Мефисто. Фотографија Сергеја Прокудина-Горског
- Шаљапин као Борис Годунов
- Звоник Богојављенске цркве у Казању. Камерна сала Шаљапин налази се на другом спрату звоника.[14]
- Портрет Фјодора Шаљапина, аутор Борис Кустодијев, 1921

## Аутобиографска дела
Шаљапинова аутобиографска сарадња са Максимом Горким догодила се 1917. Већ је почео да пише своју аутобиографију много пре, на Криму. Горки, који му је био интимни пријатељ, а тада је живео на Каприју, наговорио је Шаљапина да остане с њим тамо и уз помоћ секретара обликовао је дугачки рукопис, објављен у Русији 1917. године као низ чланака у часопису Летопис. У међувремену, Шаљапин је покушао да га прода америчком издавачу, који га је одбио сазнавши да је објављен на руском језику. Дошло је до раздора са Горким, а Шаљапин је са другим уредником сачинио „нову“ верзију свог оригиналног текста. Ово је објављено у Америци као Pages of My Life (Харпер анд Брадерс, Њујорк, 1927), али недостајало му је дубине, стила и живота верзије Горког. 1932. године Шаљапин је објавио Човека и маску (Алфред А. Кнопф, Њујорк) да прослави четрдесет година свог првог сценског наступа. Оригинални рукопис верзије Горког први пут су превели и објавили на енглеском језику 1967. године Нина Фроуд и Џејмс Ханли, као Шаљапин: Аутобиографија по казивању Макиму Горком и садржао је додатак оригиналне преписке укључујући и одељак који се односи на Горког.

## Снимци
Снимио је приличан број плоча, почевши у Русији са акустичним снимцима снимљеним у зору 20. века. Неке од његових представа у Краљевској опери, Ковент Гардену, у Лондону, снимљене су уживо двадесетих година 20. века, укључујући и језиву верзију „Борисове смрти“ из Бориса Годунова. Његова последња плоча, направљена у Токију 1936. године, била је чувена Песма лађара са Волге. Много његових снимака издато је у Сједињеним Државама. 